# Caluromys
Genre
Les opossums laineux (Caluromys) forment un genre d'opossums d'Amérique (famille des Didelphidés).

## Liste des sous-genres et espèces
Anciennement classés dans ce genre, Caluromys irrupta (Sanborn, 1951) est désormais nommé Caluromysiops irrupta Sanborn, 1951 et Caluromys alstoni J.A. Allen, 1900 est nommé Micoureus alstoni (J.A. Allen, 1900).

### MSW
Selon Mammal Species of the World (version 3, 2005)  (21 mai 2010) :
- sous-genre Caluromys (Caluromys)
  - Caluromys philander - Opossum laineux jaune[3] ou Opossum laineux à queue nue
- sous-genre Caluromys (Mallodelphys)
  - Caluromys derbianus - Opossum laineux de Derby[4] ou Opossum laineux à oreilles pâles de Derby
  - Caluromys lanatus - Opossum laineux[3] ou Opossum laineux à oreilles marron

### NCBI
Selon NCBI (21 mai 2010) :
- Caluromys lanatus
- Caluromys philander

### ITIS
Selon ITIS (21 mai 2010) :
- sous-genre Caluromys (Caluromys) J. A. Allen, 1900
- sous-genre Caluromys (Mallodelphys) Thomas, 1920